# A340高速公路
A340高速公路是法国的一条高速公路，始于Bernolsheim，终于Bernolsheim，与A4高速相连。A340南北走向，位于阿尔萨斯下莱茵省，经过阿尔萨斯。该高速在南部和421国道相连，北端与D1340、D419公路相连。